# Colhedor
Colhedor termo em náutica relativo aos cabos delgados com que se firmam os mastaréus, ou seja cada uma das pequenas hastes de madeira com que se rematam, no topo, os mastros principais dos navios veleiros .